# Challenger de Aix-en-Provence 2021
El torneo Open du Pays d'Aix 2021 fue un torneo profesional de tenis. Perteneció al ATP Challenger Series 2021. Se disputó en su 8.ª edición sobre superficie césped, en Aix-en-Provence, Francia, entre el 14 y el 20 de junio de 2021.

## Jugadores participantes del cuadro de individuales
| Favorito | País                 | Jugador                 | Rank1 | Posición en el torneo |
| -------- | -------------------- | ----------------------- | ----- | --------------------- |
| 1        | Bandera de España    | Roberto Carballés Baena | 95    | Segunda ronda         |
| 2        | Bandera de España    | Fernando Verdasco       | 99    | Primera ronda         |
| 3        | Bandera de Argentina | Facundo Bagnis          | 104   | Segunda ronda         |
| 4        | Bandera de Argentina | Francisco Cerúndolo     | 117   | Segunda ronda         |
| 5        | Bandera de Perú      | Juan Pablo Varillas     | 130   | Segunda ronda         |
| 6        | Bandera de España    | Carlos Taberner         | 137   | CAMPEÓN               |
| 7        | Bandera de Francia   | Hugo Gaston             | 141   | Segunda ronda         |
| 8        | Bandera de la India  | Sumit Nagal             | 143   | Primera ronda         |

- 1 Se ha tomado en cuenta el ranking del 31 de mayo de 2021.

### Otros participantes
Los siguientes jugadores recibieron una invitación (wild card), por lo tanto ingresan directamente al cuadro principal (WC):
- Arthur Cazaux
- Kyrian Jacquet
- Matteo Martineau

Los siguientes jugadores ingresan al cuadro principal tras disputar el cuadro clasificatorio (Q):
- Aziz Dougaz
- Titouan Droguet
- Oriol Roca Batalla
- Nikolás Sánchez Izquierdo

## Campeones

### Individual Masculino
- Carlos Taberner derrotó en la final a  Manuel Guinard, 6–2, 6–2

### Dobles Masculino
- Sadio Doumbia /  Fabien Reboul derrotaron en la final a  Robert Galloway /  Alex Lawson, 6–7(4), 7–5, [10–4]